# Vuäksajaure
Vuäksajaure är en sjö i Krokoms kommun i Jämtland och ingår i Indalsälvens huvudavrinningsområde. Sjön har en area på 0,208 kvadratkilometer och ligger 727,5 meter över havet. Vuäksajaure ligger i Oldflån-Ansätten Natura 2000-område.

## Delavrinningsområde
Vuäksajaure ingår i det delavrinningsområde (709473-139932) som SMHI kallar för Utloppet av Vuäksajaure. Medelhöjden är 801 meter över havet och ytan är 2,53 kvadratkilometer. Det finns inga avrinningsområden uppströms utan avrinningsområdet är högsta punkten. Vattendraget som avvattnar avrinningsområdet har biflödesordning 5, vilket innebär att vattnet flödar genom totalt 5 vattendrag innan det når havet efter 325 kilometer. Avrinningsområdet består mestadels av skog (39 procent) och kalfjäll (49 procent). Avrinningsområdet har 0,21 kvadratkilometer vattenytor vilket ger det en sjöprocent på 8,2 procent.